# MacKenzie Weegar
MacKenzie Weegar, född 2 januari 1994, är en kanadensisk professionell ishockeyback som spelar för Calgary Flames i National Hockey League (NHL).
Han har tidigare spelat för Florida Panthers i NHL; San Antonio Rampage, Portland Pirates och Springfield Thunderbirds i American Hockey League (AHL); Cincinnati Cyclones i ECHL samt Halifax Mooseheads i Ligue de hockey junior majeur du Québec (LHJMQ).
Weegar draftades av Florida Panthers i sjunde rundan i 2013 års draft som 206:e spelare totalt.
Han är kusin till den före detta ishockeyspelaren Craig Rivet som spelade i NHL mellan 1994 och 2011.

## Statistik
| 2008–2009    | Nepean Raiders           |              | 32  | 13 | 13 | 26  | 28  | —  | — | —  | —  | —  |
| 2009–2010    | Ottawa Senators AAA      |              | 30  | 6  | 7  | 13  | 24  | —  | — | —  | —  | —  |
| 2010–2011    | Winchester Hawks         | EOJHL        | 40  | 10 | 23 | 33  | 94  | —  | — | —  | —  | —  |
|              | Nepean Raiders           |              | 5   | 0  | 2  | 2   | 0   | —  | — | —  | —  | —  |
| 2011–2012    | Nepean Raiders           | CCHL         | 53  | 13 | 37 | 50  | 61  | 18 | 2 | 4  | 6  | 24 |
| 2012–2013    | Halifax Mooseheads       | LHJMQ        | 62  | 8  | 36 | 44  | 58  | 17 | 0 | 5  | 5  | 10 |
| 2013–2014    | Halifax Mooseheads       | LHJMQ        | 61  | 12 | 47 | 59  | 97  | 16 | 5 | 17 | 22 | 14 |
| 2014–2015    | San Antonio Rampage      | AHL          | 31  | 2  | 8  | 10  | 40  | —  | — | —  | —  | —  |
|              | Cincinnati Cyclones      | ECHL         | 21  | 1  | 12 | 13  | 13  | —  | — | —  | —  | —  |
| 2015–2016    | Portland Pirates         | AHL          | 62  | 7  | 17 | 24  | 60  | 1  | 0 | 0  | 0  | 0  |
| 2016–2017    | Florida Panthers         | NHL          | 3   | 0  | 0  | 0   | 4   | —  | — | —  | —  | —  |
|              | Springfield Thunderbirds | AHL          | 60  | 14 | 22 | 36  | 70  | —  | — | —  | —  | —  |
| 2017–2018    | Florida Panthers         | NHL          | 60  | 2  | 6  | 8   | 32  | —  | — | —  | —  | —  |
| 2018–2019    | Florida Panthers         | NHL          | 64  | 4  | 11 | 15  | 64  | —  | — | —  | —  | —  |
| 2019–2020    | Florida Panthers         | NHL          | 45  | 7  | 11 | 18  | 33  | 4  | 0 | 1  | 1  | 4  |
| 2020–2021    | Florida Panthers         | NHL          | 54  | 6  | 30 | 36  | 45  | 6  | 1 | 2  | 3  | 6  |
| 2021–2022    | Florida Panthers         | NHL          | 80  | 8  | 36 | 44  | 81  | 10 | 0 | 1  | 1  | 10 |
| 2022–2023    | Calgary Flames           | NHL          | 11  | 0  | 4  | 4   | 4   | —  | — | —  | —  | —  |
| NHL totalt   | NHL totalt               | NHL totalt   | 317 | 27 | 98 | 125 | 263 | 20 | 1 | 4  | 5  | 20 |
| AHL totalt   | AHL totalt               | AHL totalt   | 153 | 23 | 47 | 70  | 170 | 1  | 0 | 0  | 0  | 0  |
| LHJMQ totalt | LHJMQ totalt             | LHJMQ totalt | 123 | 20 | 83 | 103 | 155 | 33 | 5 | 22 | 27 | 24 |